# Тілопо червоночеревий
Тілопо червоночеревий (Ptilinopus greyi) — вид голубоподібних птахів родини голубових (Columbidae). Мешкає на островах Меланезії.

## Опис
Довжина птаха становить 21-24 см, вага 85–110 г. Забарвлення переважно зелене. На тімені і на животі пурпурово-червоні плями. Самці і самиці макють подібне забарвлення, хоча у самиць плями на тімені менші. У молодих птахів плями на тімені і животі відсутні, через що їх можуть сплутати з вануатськими тілопо.

## Поширення і екологія
Червоночереві тілопо мешкають на Новій Каледонії, на островах архіпелагу Санта-Крус (Соломонові Острови) та на Вануату. Вони живуть в тропічних лісах. зустрічаються на висоті до 900 м над рівнем моря.